# Contragolpe na Nigéria em 1966
O Contragolpe na Nigéria em 1966, também denominado como Revanche de Julho, foi o segundo golpe militar ocorrido na Nigéria desde sua independência do Reino Unido em 1960. Foi planejado pelo tenente-coronel Murtala Mohammed e muitos oficiais militares do Norte da Nigéria. 

## Eventos do conflito
O golpe começou como um motim próximo da meia-noite de 28 de julho de 1966 e consistiu uma reação aos assassinatos de políticos e oficiais nortistas por soldados ibos das Forças Armadas durante o estopim do golpe de Estado ocorrido em janeiro do mesmo ano. 
O motim resultou no assassinato do 2.º presidente da Nigéria, o general Johnson Aguiyi-Ironsi, e também do tenente-coronel Adekunle Fajuyi, que no momento do ataque recepcionava o presidente em sua residência em Ibadã. A casa foi invadida por furiosos oficiais nortistas de baixa patente (a maioria era composta por sargentos). 
Com o assassinato de Aguiyi-Ironsi, o tenente-coronel Yakubu Gowon foi proclamado como o 3.º presidente da Nigéria, governando o país até 1975 quando foi deposto por outro golpe de Estado.